# Steve Porcaro
Pour les articles homonymes, voir Porcaro.
Steven Maxwell Porcaro, dit « Steve », né le 2 septembre 1957 à Hartford (Connecticut), est un musicien américain. Il est principalement connu pour être un des premiers membres du groupe Toto et le frère de l'un de ses fondateurs, Jeff Porcaro. Mais en dehors de sa participation à Toto, il a contribué à de nombreux albums d'autres artistes, ainsi qu'à la réalisation de bandes originales de films et séries télévisées.

## Biographie

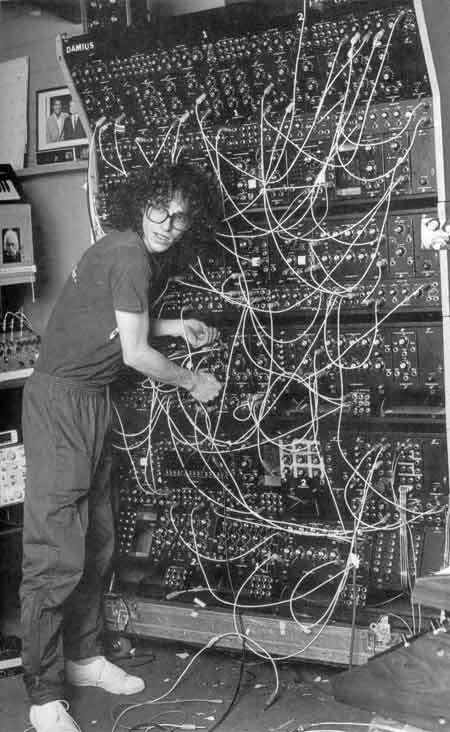
Steve Porcaro en 1982 devant un synthétiseur modulaire analogique.

Il est le fils du percussionniste Joe Porcaro et le frère du batteur Jeff Porcaro et du bassiste Mike Porcaro, tous trois décédés. Il est membre du groupe Toto depuis 1977, dans lequel il officie en tant que claviériste.
Steve Porcaro quitte le groupe en 1987 mais contribue aux enregistrements de nombreux albums du groupe après sa séparation avec celui-ci, dont The Seventh One, Toto XX et Falling in Between. En outre, il est possible de le remarquer dans certains concerts datant d'après son départ (ex. : à Florence en 1988).  
Dix ans plus tard, il participe avec son frère Mike et Joseph Williams à l'enregistrement du single Young at Heart des « Porcaro Brothers » Young at Heart, chanson officielle de la finale de la Ligue des Champions de 1997. 
Steve Porcaro participe à la composition et à l'enregistrement de nombreux films et séries télévisées américaines (comme Justified) après avoir quitté le groupe. 
En 2009, il participe à la réalisation de l'album de sa fille Heather. Album intitulé : The Heartstring Symphony. 
En 2010, Steve Porcaro réintègre le groupe Toto pour une série de concerts à travers l'Europe pendant l'été. Le groupe tourne au Japon, en Europe et aux États-Unis en 2011, 2012 et en 2013.
Il signe la BO de la série Justified (2010-2013) diffusée sur la chaîne FX aux États-Unis et OCS Max en France.
En 2016, il sort son premier album solo, Someday, Somehow.

## Discographie
Mis à part sa discographie avec Toto, Steve Porcaro participe à un nombre énorme de disques (environ 300), notamment avec Michael Jackson en tant que musicien et compositeur des titres Human Nature et For All Time.

### Toto
- Toto
- Hydra
- Turn Back
- Toto IV
- Isolation
- Fahrenheit
- The Seventh One (participation à l'enregistrement uniquement)
- Toto XX
- Falling in Between (participation à l'enregistrement uniquement)
- Toto XIV

### Solo
- Someday  Somehow (2016)